# Lúcio Alves Pompeu de Campos
Lúcio Alves Pompeu de Campos, mais conhecido como Lúcio Bala ou simplesmente Lúcio (Várzea Grande, 2 de outubro de 1955) é um ex-futebolista brasileiro, que atuava como ponta-direita.
Foi vencedor da Bola de Prata em 1982.

## Carreira
Foi nomeado como homenagem ao cantor de bossa nova Lúcio Alves. Na juventude era conhecido pelo apelido de “Japonês”, quando jogava no time do Independente de Várzea Grande.
Foi revelado pelo Dom Bosco de Cuiabá, em 1972, onde chegou como amador e chegou rapidamente ao time principal. Em sua primeira participação como titular, Lúcio marcou os 2 gols da vitória sobre o Mixto por 2×0.
Foi campeão estadual em 1973 e no ano seguinte chegou a ser emprestado para o Palmeiras local onde, ganhando pouco, precisou trabalhar como motorista de táxi.
Foi trazido a Campinas sem consentimento dos dirigentes de seu clube e em setembro de 1975, por 20 mil cruzeiros, acertou suas bases financeiras com a Ponte Preta. Pelo clube, foi vice-campeão paulista nas edições de 1977 e 1979, disputou 205 jogos e marcou 33 gols, e permaneceu até 1980, quando seu passe foi negociado com o Palmeiras.
Em 1977, fez duas partidas amistosas contra a Seleção Brasileira, atuando pela Seleção Paulista.
Pelo Palmeiras, Lúcio disputou 43 partidas (14 vitórias, 14 empates, 15 derrotas) e teve 3 gols marcados.
Em seguida retornou para Campinas e firmou compromisso com o Guarani FC, onde estreou em 11 de janeiro de 1981. Foi titular na campanha do título da Taça de Prata de 81. Permaneceu até 7 de setembro de 1983, onde participou de 133 partidas e anotou 18 gols.
Depois, contratado por 120 milhões de cruzeiros, defendeu o Flamengo, onde começou bem, mas caiu de produção na segunda temporada, quando foi barrado pelo técnico Cláudio Garcia na Libertadores de 1984. Entre 1983 e 1984, disputou 34 jogos com 20 vitórias, 7 empates, 7 derrotas e 1 gol marcado. Se transferiu ao América (RJ), trocado pelo lateral-direito Jorginho.
No segundo semestre de 1985, foi emprestado ao Operário de Várzea Grande, onde foi campeão estadual.
No início de 1986, foi contratado pelo Comercial por 100 mil cruzados. No dia 2 de março, marcou 3 gols na vitória do clube sobre o Corinthians.
No Mixto de Cuiabá, em 1989, encerrou a carreira de atleta.
Após se aposentar dos campos, se tornou servidor público, atua no setor de transportes do Detran de Cuiabá.

## Títulos
Dom Bosco
- Campeonato Mato-Grossense: 1971

Guarani FC
- Taça de Prata: 1981[13]

Operário de Várzea Grande
- Campeonato Mato-Grossense: 1985